# Código Internacional de Clasificación y Nomenclatura de Virus
El Código Internacional de Clasificación y Nomenclatura de Virus (en inglés: International Code of Virus Classification and Nomenclature), o simplemente Código virológico, es una forma de clasificación de los virus creada por el Comité Internacional de Taxonomía de Virus. Junto a la clasificación de Baltimore, es una de las formas de clasificación de estos organismos autorizadas internacionalmente.
El uso de este Código para nombrar a estos organismos en particular está consensuado en la comunidad científica, y se encuentra explicitado en el BioCode.

Se han establecido reglas separadas para la nomenclatura de los virus, contenidas en el Código Internacional de Clasificación y Nomenclatura de Virus (Código virológico), de conformidad con los Principios I y V de este Código y con la orientación de muchas de sus reglas. Debido a que los nombres de las especies de virus no tienen la forma binominal requerida en este Código, y los nombres de los taxones de virus en otros rangos reconocidos tienen terminaciones obligatorias según el rango, las disposiciones del BioCode que proscriben estas terminaciones para los taxones no virales aseguran que los nombres de los virus y otros organismos no puedan entrar en conflicto.
Preámbulo del BioCode:

## Enlaces Externos
- Datos: Q14920640